# جان اسمیت (بازیکن فوتبال)
جان اسمیت (انگلیسی: John Smith؛ ۱۹ دسامبر ۱۸۶۵ – ۲۳ ژانویهٔ ۱۹۱۱) بازیکن فوتبال اهل پادشاهی متحد بریتانیای کبیر و ایرلند بود.
از باشگاه‌هایی که در آن بازی کرده‌است می‌توان به باشگاه فوتبال لیورپول، باشگاه فوتبال شفیلد ونزدی، باشگاه فوتبال کیلمارنوک، باشگاه فوتبال ساندرلند، و باشگاه فوتبال نیوکاسل یونایتد اشاره کرد.